# ديكر آبوت
ديكر آبوت (الاسم العلمي: Cephalophus spadix) ديكر كبير متوطن في مستوطنات متفرقة في الغابات والمستنقعات بين 1700 - 2700 متر فوق مستوى سطح البحر في تنزانيا.

## اقرأ كذلك
- قائمة مزدوجات الأصابع حسب العدد